# Narodna skupština Republike Srbije
Narodna skupština Republike Srbije je vrhovno zakonodavno tijelo u Republici Srbiji. Broji 250 zastupnika, koji se biraju svake četiri godine na izborima. Skupština je jednodomna i ima 250 zastupnika (srp. narodni poslanici) koji se biraju na općim izborima, na mandat od 4 godine.
Sjedište parlamenta je u Velikom domu Narodne Skupštine u Beogradu, podignutom sredinom 1930-tih godina. Ulazno stubište od 1939. godine ukrašava par skulptura Igrali se konji vrani, kipara Tome Rosandića.

Trenutna predsjednica srbijanskog parlamenta je Ana Brnabić (SNS), bivša predsjednica Vlade Republike Srbije, od 20. ožujka 2024. godine.